# Bahnhof Wengern West

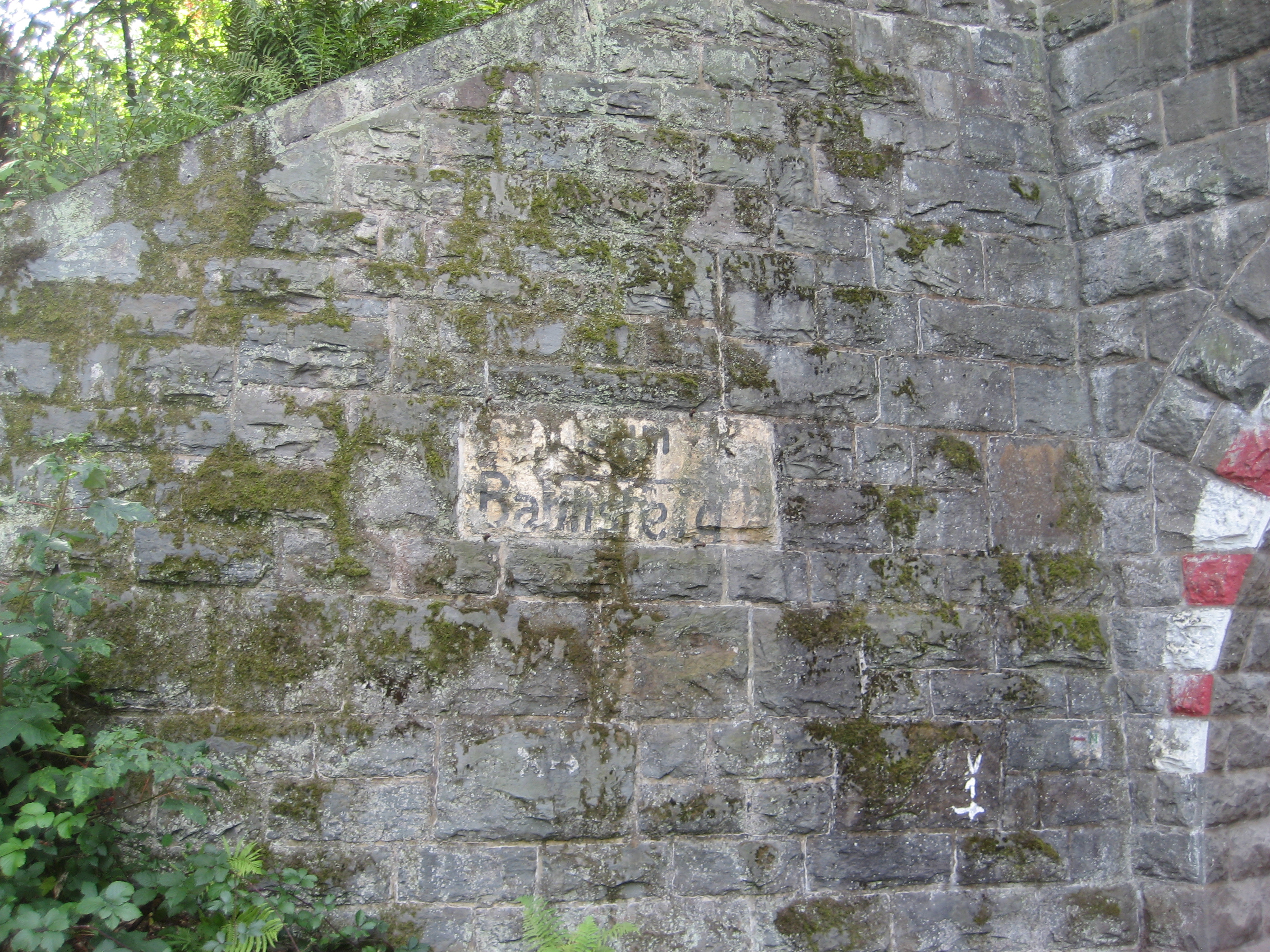
Hinweis zum Bahnsteig, 2008

Der Bahnhof Wengern West ist ein ehemaliger Haltepunkt im Ruhrtal im Ortsteil Wengern von Wetter (Ruhr). Die Elbschetalbahn vom Bahnhof Witten bis zum Bahnhof Schwelm entlang der Ruhr und der Elbsche wurde in den Jahren zwischen 1910 und 1934 fertig gestellt. Die Inbetriebnahme des Haltepunktes erfolgte am 15. Mai 1934. Am 30. November 1979 wurde der Personenverkehr auf der Strecke eingestellt. Nachdem auch der Güterverkehr 1980 eingestellt worden war, wurde die Strecke in diesem Abschnitt 1983 stillgelegt und anschließend abgebaut.
Die Strecke verläuft auf einem Bahndamm. Das heute noch erhaltene ehemalige Dienstgebäude mit Fahrkartenausgabe und Warteraum befindet sich auf der anderen Seite der am Fuß des Bahndammes verlaufenden Straße Mühlenweg. Der Zugang zum Bahngleis erfolgte durch einen Straßentunnel, der ehemalige Treppenzugang ist zugemauert. Eine Zeichnung vom September 1927 des „Dienstwohngebäudes mit Fahrkarten-Verkaufsstelle für Haltepunkt Wengern-West“ befindet sich im Landesarchiv Nordrhein-Westfalen.